# Herpesvirus bovis
A infecção por H. bovis  (rinotraqueíte bovina infecciosa, vulvovaginite pústulas, balanopostite) é uma infecção herpesviral transmitida venereamente 
em bovinos, e associada à infertilidade e aborto. Quando introduzido no útero não-grávido durante o coito ou por inseminação artificial, 
o H. bovis causa endometrite purulenta necrosante transitória, 
associada a uma infertilidade temporária.